# Shang Yang
Shang Yang (znany też jako 公孫鞅 Gongsun Yang, 商君 Shang Jun lub 卫鞅 Wei Yang; ur. ok. 390 p.n.e., zm. 338 p.n.e.) – starożytny chiński polityk i filozof, przedstawiciel szkoły legistów.
Urodził się w państwie Wei jako syn królewskiej konkubiny, jednak całe swoje życie poświęcił służbie państwu Qin. Jako legista za najważniejszy czynnik w polityce i sprawowaniu władzy uważał fa (法), czyli przestrzeganie prawa.
Po wstąpieniu na tron Qin króla Xiao (361 p.n.e.) został mianowany ministrem i otrzymał lenno w Shang (stąd jego imię Shang Jun, Pan na Shangu). Jako minister przeprowadził liczne, radykalne reformy administracyjne i wojskowe, które stały się podstawą późniejszej potęgi państwa Qin. Shang Yang wprowadził m.in. prywatną własność ziemi, zwolnienie od pańszczyzny osób zajmujących się tkactwem i produkcją rolną, nobilitację za zasługi wojskowe przy jednoczesnym odbieraniu szlachectwa starej arystokracji, która nie wykazywała się w boju. Cały kraj został podzielony na jednolite okręgi administrowane przez urzędników państwowych. Ludność wiejską podzielono na grupy po pięć lub dziesięć rodzin. Wprowadzono ścisły system policyjny, obowiązek donoszenia władzy o przestępstwach i odpowiedzialność zbiorową. Włóczęgów i osoby uchylające się od pracy zamieniano w niewolników.
Reformy Shang Yanga wywołały sprzeciw dużej części dawnej arystokracji. Po śmierci króla Xiao w 338 p.n.e. nowy władca Huiwen skazał Shanga na śmierć przez rozerwanie czterema rydwanami. Stracono także całą jego rodzinę.